# ТКБ-408
ТКБ-408 (от Тульское Конструкторское Бюро) — советский автомат, разработанный Г. А. Коробовым в ЦКИБ СОО для участия в конкурсе 1946 года на автомат под новый промежуточный патрон 7,62 мм. Является одним из первых автоматов с компоновкой булл-пап.

## История
Автоматы ТКБ-408-2 был создан тульским конструктором Германом Александровичем Коробовым в 1946 году для участия в конкурсе на новый автомат под промежуточный патрон 7,62 мм обр. 1943 года. В конкурсе принимали участие тульские, ковровские и ижевские оружейники. К первому этапу полигонных испытаний были допущены пять автоматов, в том числе и Г. А. Коробова. Автомат был спроектирован по схеме булл-пап, при которой механизмы автоматики находятся в прикладе, магазин расположен в тыльной части, а коробка спускового механизма, спусковая скоба и рукоятка управления огнём — впереди приёмного окна магазина. Такая схема позволяет уменьшить габариты оружия. После отстрела 5000 выстрелов образец Коробова выбыл из конкурса по причине большого количества задержек при стрельбе. В итоге в 1949 г. на вооружение был принят Автомат Калашникова.

## Описание
Автоматика ТКБ-408 построена на основе отвода пороховых газов из канала ствола. Запирание ствола производится перекосом затвора. Газовый поршень и возвратная пружина находятся над стволом. Окно выброса гильз расположено справа, имеется пылезащитная крышка, откидывающаяся вниз. Рукоятка взведения затвора находится над цевьём слева. Ствольная коробка — штампованная из листовой стали, приклад и цевьё выполнены из древесины. Ствол снабжён компенсатором. Ударно-спусковой механизм позволяет вести огонь одиночными и непрерывными очередями. Переводчик режимов расположен с левой стороны ствольной коробки над пистолетной рукояткой. Предохранитель находится внутри скобы перед спусковым крючком. В автомате применяются специальные секторные магазины на 30 патронов, имеющие специальные выступы-зацепы, при помощи которых магазины крепятся к защёлке, расположенной в нижней части пистолетной рукоятки.

## ТКБ-408-2
ТКБ-408-2 — советский автомат, разработанный Германом Коробовым в 1946 году в рамках конкурса на новый автомат для Советской армии.
Некоторые отличия автомата ТКБ-408-2 от первой версии ТКБ-408:
- Расположение элементов. С правой стороны модели расположено окно для выброса стреляных гильз, с левой — переводчик режимов огня и неподвижная при стрельбе рукоятка перезарядки.
- Фиксация магазина. В ТКБ-408-2 она происходит с помощью защёлки на конце рукоятки, в то время как в первой версии фиксация осуществлялась за пистолетную рукоятку оружия.

Также автомат ТКБ-408-2 был дешевле в производстве, так как фактически все его детали выполнены штамповкой. Кроме того, на конкурсе ТКБ-408-2 показал отличные результаты по кучности стрельбы, однако его работа была нестабильной, автоматику достаточно часто клинило, а ствольная коробка выдержала всего 5000 выстрелов, поэтому автомат получил отказ в принятии на вооружение.